# Meer van Atitlán
Het Meer van Atitlán (Spaans: Lago de Atitlán) is een kratermeer, een op 1500 meter hoogte door twaalf dorpen en drie vulkanen omringd meer in Guatemala. De dorpen zijn vernoemd naar de twaalf apostelen.
De Britse schrijver Aldous Huxley betitelde het als "het mooiste meer ter wereld".
Opvallend is de rust en het heldere blauwe water. De grootste en meest toeristische plaats in de omgeving is Panajachel. Kleinere dorpen rond het meer zijn San Pedro La Laguna, Santiago Atitlán, San Marcos la Laguna, Santa Cararna Palopo en San Antonio Palopo. De buurtschap Panabaj in de gemeente Santiago Atitlán werd in 2005 van de kaart geveegd door Orkaan Stan. Hierbij kwamen meer dan duizend mensen om.

## Vulkanen
Het meer vult een grote caldera. Vulkanen rond het meer zijn:

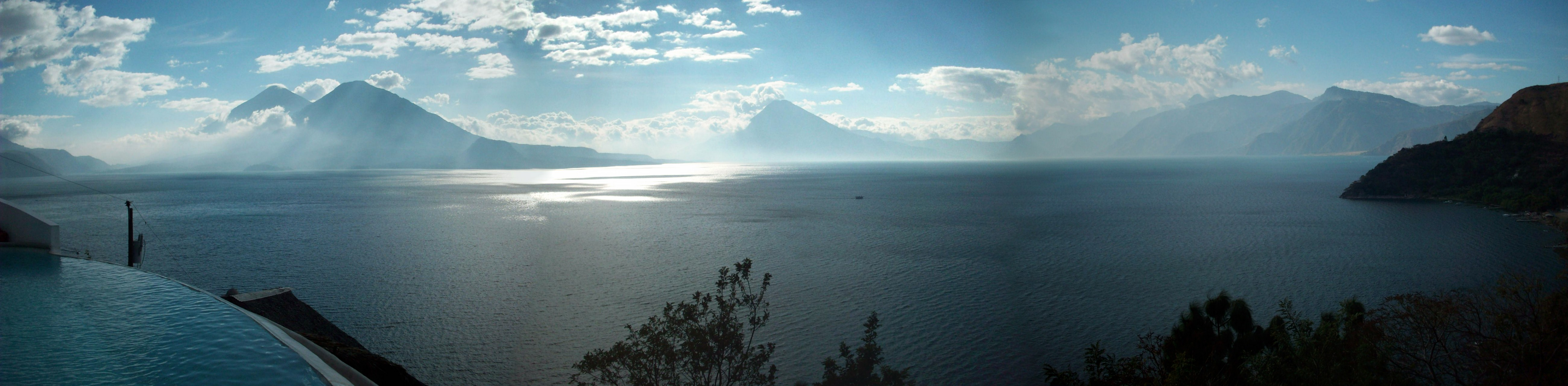
Panorama van het meer van Atitlán

- Atitlán
- San Pedro
- Toliman